# 重役室
『重役室』（Executive Suite）は、1954年に公開されたアメリカ合衆国の映画。キャメロン・ホーリイが発表した小説を原作としており、とある家具製造会社の経営権をめぐる社内抗争を描く。監督はロバート・ワイズ。出演はウィリアム・ホールデンやジューン・アリソンなど。
第27回アカデミー賞では複数の賞にノミネートされた。

## キャスト
- マクドナルド・ウォーリング: ウィリアム・ホールデン（吹替: 近藤洋介）
- メアリー・ブレモンド・ウォーリング: ジューン・アリソン（吹替: 谷育子）
- ジュリア・O・トレドウェイ: バーバラ・スタンウィック（吹替: 小沢沙季子）
- ローレン・フィニアス・ショー: フレドリック・マーチ（吹替: 納谷悟朗）
- フレデリック・Y・アルダーソン: ウォルター・ピジョン
- エヴァ・バーデマン: シェリー・ウィンタース
- ジョサイア・ウォルター・ダドリー: ポール・ダグラス（英語版）
- ジョージ・ナイル・カスウェル: ルイス・カルハーン
- ジェシー・Q・グリム: ディーン・ジャガー
- エリカ・マーティン: ニナ・フォック
- マイク・ウォーリング: ティム・コンシディン（英語版）
- ビル・ランディーン: ウィリアム・ピップス
- ジョージ・ナイル・キャスウェル夫人: ルシール・ノックス
- ユリウス・シュタイゲル: エドガー・ステリ（英語版）
- サラ・アセナート・グリム: メアリー・アダムス（英語版）
- エディス・アルダーソン: バージニア・ブリサック（英語版）
- エド・ベネデック: ハリー・シャノン（英語版）
- ナレーション: チェット・ハントリー（英語版）

※日本語吹替: NHK版・初回放送1969年10月25日『劇映画』

## スタッフ
- 監督: ロバート・ワイズ
- 製作: ジョン・ハウスマン、ジャド・キンバーグ（英語版）
- 原作: キャメロン・ホーリイ（英語版）
- 脚本: アーネスト・レーマン
- 撮影: ジョージ・フォルシー（英語版）
- 美術: セドリック・ギボンズ、エドワード・カーファグノ（英語版）
- 舞台: エドウィン・B・ウィリス、エミール・クリ（英語版）
- 編集: ラルフ・E・ウィンタース

## 評価
Rotten Tomatoesでは100%のスコアが付けられ、平均スコアは8/10である。

### 受賞歴
| 賞                                 | 部門                           | 対象者                                                                               | 結果       | 出典        |
| ---------------------------------- | ------------------------------ | ------------------------------------------------------------------------------------ | ---------- | ----------- |
| 第27回アカデミー賞                 | 助演女優賞                     | ニナ・フォック                                                                       | ノミネート | [ 4 ] [ 5 ] |
| 第27回アカデミー賞                 | 美術賞（モノクロ部門）         | セドリック・ギボンズ エドワード・カーファグノ エドウィン・B・ウィリス エミール・クリ | ノミネート | [ 4 ] [ 5 ] |
| 第27回アカデミー賞                 | 撮影賞（モノクロ部門）         | ジョージ・フォルシー                                                                 | ノミネート | [ 4 ] [ 5 ] |
| 第27回アカデミー賞                 | 衣裳デザイン賞（モノクロ部門） | ヘレン・ローズ                                                                       | ノミネート | [ 4 ] [ 5 ] |
| ナショナル・ボード・オブ・レビュー | ベスト10                       | ベスト10                                                                             | 5th Place  | [ 6 ]       |
| ナショナル・ボード・オブ・レビュー | 助演女優賞                     | ニナ・フォック                                                                       | 受賞       | [ 6 ]       |
| ヴェネツィア国際映画祭             | 金獅子賞                       | ロバート・ワイズ                                                                     | ノミネート |             |
| ヴェネツィア国際映画祭             | 審査員特別賞                   | 全キャストの演技に対して                                                             | 受賞       |             |
| 全米脚本家組合賞                   | 脚本賞                         | アーネスト・レーマン                                                                 | ノミネート | [ 7 ]       |